# تصعيد تكنولوجي
التصعيد التكنولوجي يصف الحالة التي يميل فيها طرفان في المنافسة إلى استخدام أحدث ما توصلت إليه التكنولوجية الحديثة والمستمرة في محاولتهما للتغلب على بعضهما البعض. يتم تعريف التكنولوجيا هنا على أنها اختراع إبداعي، إما في شكل كائن أو منهجية.
على الرغم من أن التصعيد يُقصد به عادةً بشكل سلبي، إذا كانت هناك شركتان تتنافسان بشكل متصاعد لإنتاج أفضل أداة، فإن المستهلك يستفيد لأنه يحصل على خيار بين الأدوات الأفضل والأفضل. ويؤدي الانتشار المستمر للتكنولوجيا الرقمية في هذا السيناريو إلى إيجاد أسواق جديدة في شتى القطاعات، ما يحقق مزيداً من مكاسب الإنتاجية ونمواً قوياً للاقتصاد.
ومن أبرز الأمثلة بين الدول على التصعيد التكنولوجي هو الصين و الولايات المتحدة ويعتبر النزاع التكنولوجي الأميركي- الصين هو فرصة سانحة أمام أوروبا و اليابان للعودة إلى السباق التكنولوجي في عدد من القطاعات. فإذا عُلقت العلاقات التكنولوجية بين الشركات الأميركية والصينية، قد تلجأ الأخيرة إلى تعزيز علاقاتها باليابان وأوروبا.
ومن أهم الأمثلة على التصعيد التكنولوجي العسكرى ما يبدوا ظاهراً في التنافس الأمريكي والروسى والصيني والإيراني 